# Championnats du monde de patinage artistique 1999
Navigation
Mondiaux 1998 Mondiaux 2000
Les Championnats du monde de patinage artistique 1999 ont lieu du 20 au 28 mars 1999 à la Hartwall Arena d'Helsinki en Finlande.

## Qualifications
Les patineurs sont éligibles à l'épreuve s'ils représentent une nation membre de l'Union internationale de patinage (International Skating Union en anglais) et s'ils ont atteint l'âge de 15 ans avant le 1er juillet 1998. Les fédérations nationales sélectionnent leurs patineurs en fonction de leurs propres critères.
Sur la base des résultats des championnats du monde 1998, l'Union internationale de patinage autorise chaque pays à avoir de une à trois inscriptions par discipline.
| Entrées                                                    | Messieurs                            | Dames                                    | Couples                               | Danse sur glace                                                        |
| ---------------------------------------------------------- | ------------------------------------ | ---------------------------------------- | ------------------------------------- | ---------------------------------------------------------------------- |
| 3                                                          | Russie Ukraine États-Unis            | Russie États-Unis                        | Russie États-Unis                     | Russie                                                                 |
| 2                                                          | Allemagne Canada Hongrie Royaume-Uni | Allemagne France Hongrie Pologne Ukraine | Allemagne Canada Chine France Pologne | Allemagne Biélorussie Canada France Italie Lituanie Ukraine États-Unis |
| Les pays non listés dans ce tableau ont droit à une entrée |                                      |                                          |                                       |                                                                        |

Pour la septième année, l'Union internationale de patinage impose une ronde des qualifications pour les catégories individuelles masculine et féminine. Les qualifications sont divisées en deux groupes A et B. Pour les mondiaux 1999, le top 15 de chaque groupe accède au programme court, puis le top 24 accède au programme libre. Pour la première fois, les scores des qualifications comptent pour le score final.

## Podiums
| Épreuves                            | Or                                   | Argent                             | Bronze                           |
| ----------------------------------- | ------------------------------------ | ---------------------------------- | -------------------------------- |
| Messieurs résultats détaillés       | Aleksey Yagudin                      | Evgeni Plushenko                   | Michael Weiss                    |
| Dames résultats détaillés           | Maria Butyrskaya                     | Michelle Kwan                      | Julia Soldatova                  |
| Couples résultats détaillés         | Elena Berejnaïa / Anton Sikharulidze | Shen Xue / Zhao Hongbo             | Dorota Zagórska / Mariusz Siudek |
| Danse sur glace résultats détaillés | Anzhelika Krylova / Oleg Ovsiannikov | Marina Anissina / Gwendal Peizerat | Shae-Lynn Bourne / Victor Kraatz |

## Tableau des médailles
| Rang  | Nation     | Or | Argent | Bronze | Total |
| ----- | ---------- | -- | ------ | ------ | ----- |
| 1     | Russie     | 4  | 1      | 1      | 6     |
| 2     | États-Unis | 0  | 1      | 1      | 2     |
| 3     | Chine      | 0  | 1      | 0      | 1     |
| 3     | France     | 0  | 1      | 0      | 1     |
| 5     | Canada     | 0  | 0      | 1      | 1     |
| 5     | Pologne    | 0  | 0      | 1      | 1     |
| Total | Total      | 4  | 4      | 4      | 12    |

## Détails des compétitions
Pour la saison 1998/1999, les calculs des points se font selon la méthode suivante :
- chez les Messieurs et les Dames (0.4 point par place pour les qualifications, 0.6 point par place pour le programme court, 1 point par place pour le programme libre)
- chez les Couples artistiques (0.5 point par place pour le programme court, 1 point par place pour le programme libre)
- en danse sur glace (0.4 point par place pour les deux danses imposées, 0.6 point par place pour la danse originale, 1 point par place pour la danse libre)

### Messieurs
| Rang                                        | Nom                   | Nation       | Points | Qualif. B | Qualif. A | Prog. court | Prog. libre |
| ------------------------------------------- | --------------------- | ------------ | ------ | --------- | --------- | ----------- | ----------- |
| 1                                           | Aleksey Yagudin       | Russie       | 2.6    |           | 1         | 2           | 1           |
| 2                                           | Evgeni Plushenko      | Russie       | 3.0    | 1         |           | 1           | 2           |
| 3                                           | Michael Weiss         | États-Unis   | 6.2    | 2         |           | 4           | 3           |
| 4                                           | Elvis Stojko          | Canada       | 8.0    | 3         |           | 3           | 5           |
| 5                                           | Aleksey Urmanov       | Russie       | 9.8    |           | 2         | 5           | 6           |
| 6                                           | Takeshi Honda         | Japon        | 10.0   |           | 3         | 8           | 4           |
| 7                                           | Guo Zhengxin          | Chine        | 14.4   | 7         |           | 6           | 8           |
| 8                                           | Laurent Tobel         | France       | 15.4   |           | 6         | 10          | 7           |
| 9                                           | Andrejs Vlascenko     | Allemagne    | 15.8   |           | 4         | 7           | 10          |
| 10                                          | Anthony Liu           | Australie    | 20.2   | 4         |           | 16          | 9           |
| 11                                          | Dmytro Dmytrenko      | Ukraine      | 20.6   | 6         |           | 12          | 11          |
| 12                                          | Timothy Goebel        | États-Unis   | 21.8   |           | 5         | 13          | 12          |
| 13                                          | Stefan Lindemann      | Allemagne    | 22.2   |           | 7         | 9           | 14          |
| 14                                          | Ivan Dinev            | Bulgarie     | 22.8   | 8         |           | 11          | 13          |
| 15                                          | Evgeni Pliuta         | Ukraine      | 27.0   |           | 9         | 14          | 15          |
| 16                                          | Trifun Živanović      | États-Unis   | 27.0   | 5         |           | 15          | 16          |
| 17                                          | Vakhtang Murvanidze   | Géorgie      | 31.8   | 9         |           | 17          | 18          |
| 18                                          | Emanuel Sandhu        | Canada       | 33.4   |           | 11        | 20          | 17          |
| 19                                          | Margus Hernits        | Estonie      | 34.6   |           | 12        | 18          | 19          |
| 20                                          | Szabolcs Vidrai       | Hongrie      | 36.4   | 10        |           | 19          | 21          |
| 21                                          | Roman Skorniakov      | Ouzbékistan  | 37.0   | 11        |           | 21          | 20          |
| 22                                          | Patrick Meier         | Suisse       | 38.4   |           | 8         | 22          | 22          |
| 23                                          | Robert Grzegorczyk    | Pologne      | 41.8   |           | 10        | 23          | 24          |
| 24                                          | Markus Leminen        | Finlande     | 42.8   | 12        |           | 25          | 23          |
| Patineurs éliminés après le programme court |                       |              |        |           |           |             |             |
| 25                                          | Sergei Rylov          | Azerbaïdjan  |        |           | 15        | 24          | NC          |
| 26                                          | Lee Kyu-hyun          | Corée du Sud |        |           | 14        | 26          | NC          |
| 27                                          | Róbert Kažimír        | Slovaquie    |        | 13        |           | 27          | NC          |
| 28                                          | Cornel Gheorghe       | Roumanie     |        | 14        |           | 28          | NC          |
| 29                                          | Michael Tyllesen      | Danemark     |        |           | 13        | 30          | NC          |
| 30                                          | Alexander Chestnikh   | Arménie      |        | 15        |           | 29          | NC          |
| Patineurs éliminés après les qualifications |                       |              |        |           |           |             |             |
| 31                                          | Clive Shorten         | Royaume-Uni  |        | 16        |           | NC          | NC          |
| 31                                          | Vitali Danilchenko    | Ukraine      |        |           | 16        | NC          | NC          |
| 33                                          | Neil Wilson           | Royaume-Uni  |        |           | 17        | NC          | NC          |
| 33                                          | Yuri Litvinov         | Kazakhstan   |        | 17        |           | NC          | NC          |
| 35                                          | Lukáš Rakowski        | Tchéquie     |        |           | 18        | NC          | NC          |
| 35                                          | Konstantin Beliaev    | Biélorussie  |        | 18        |           | NC          | NC          |
| 37                                          | Yon Garcia            | Espagne      |        | 19        |           | NC          | NC          |
| 37                                          | Jan Čejvan            | Slovénie     |        |           | 19        | NC          | NC          |
| 39                                          | David Del Pozo        | Mexique      |        | 20        |           | NC          | NC          |
| 39                                          | Sergei Telenkov       | Lettonie     |        |           | 20        | NC          | NC          |
| 41                                          | Panagiotis Markouizos | Grèce        |        | 21        |           | NC          | NC          |
| 41                                          | Angelo Dolfini        | Italie       |        |           | 21        | NC          | NC          |

### Dames
| Rang                                          | Nom                    | Nation         | Points | Qualif. A | Qualif. B | Prog. court | Prog. libre |
| --------------------------------------------- | ---------------------- | -------------- | ------ | --------- | --------- | ----------- | ----------- |
| 1                                             | Maria Butyrskaya       | Russie         | 2.0    |           | 1         | 1           | 1           |
| 2                                             | Michelle Kwan          | États-Unis     | 4.8    | 1         |           | 4           | 2           |
| 3                                             | Julia Soldatova        | Russie         | 6.4    |           | 3         | 2           | 4           |
| 4                                             | Tatiana Malinina       | Ouzbékistan    | 6.8    |           | 2         | 5           | 3           |
| 5                                             | Vanessa Gusmeroli      | France         | 7.6    | 2         |           | 3           | 5           |
| 6                                             | Anna Rechnio           | Pologne        | 12.6   | 5         |           | 6           | 7           |
| 7                                             | Sarah Hughes           | États-Unis     | 13.6   | 4         |           | 10          | 6           |
| 8                                             | Elena Liashenko        | Ukraine        | 13.8   |           | 4         | 7           | 8           |
| 9                                             | Yulia Lavrenchuk       | Ukraine        | 18.6   | 8         |           | 9           | 10          |
| 10                                            | Viktoria Volchkova     | Russie         | 21.8   | 3         |           | 11          | 14          |
| 11                                            | Diána Póth             | Hongrie        | 22.2   | 6         |           | 8           | 15          |
| 12                                            | Angela Nikodinov       | États-Unis     | 22.8   |           | 9         | 17          | 9           |
| 13                                            | Lucinda Ruh            | Suisse         | 22.8   | 9         |           | 12          | 12          |
| 14                                            | Alisa Drei             | Finlande       | 25.6   |           | 12        | 13          | 13          |
| 15                                            | Julia Lautowa          | Autriche       | 28.2   |           | 10        | 22          | 11          |
| 16                                            | Silvia Fontana         | Italie         | 28.8   |           | 5         | 18          | 16          |
| 17                                            | Yulia Vorobieva        | Azerbaïdjan    | 29.8   |           | 7         | 15          | 18          |
| 18                                            | Jennifer Robinson      | Canada         | 31.6   |           | 8         | 14          | 20          |
| 19                                            | Júlia Sebestyén        | Hongrie        | 32.2   | 14        |           | 16          | 17          |
| 20                                            | Fumie Suguri           | Japon          | 35.4   |           | 6         | 20          | 21          |
| 21                                            | Eva-Maria Fitze        | Allemagne      | 36.2   | 7         |           | 19          | 22          |
| 22                                            | Sabina Wojtala         | Pologne        | 37.2   |           | 11        | 23          | 19          |
| 23                                            | Valeria Trifancova     | Lettonie       | 41.0   | 11        |           | 21          | 24          |
| 24                                            | Caroline Gülke         | Allemagne      | 42.6   |           | 13        | 24          | 23          |
| Patineuses éliminées après le programme court |                        |                |        |           |           |             |             |
| 25                                            | Idora Hegel            | Croatie        |        | 12        |           | 25          | NC          |
| 26                                            | Marta Andrade          | Espagne        |        | 10        |           | 27          | NC          |
| 27                                            | Veronika Dytrtová      | Tchéquie       |        |           | 14        | 26          | NC          |
| 28                                            | Zuzana Paurova         | Slovaquie      |        |           | 15        | 28          | NC          |
| 29                                            | Olga Vassiljeva        | Estonie        |        | 13        |           | 30          | NC          |
| 30                                            | Lu Meijia              | Chine          |        | 15        |           | 29          | NC          |
| Patineuses éliminées après les qualifications |                        |                |        |           |           |             |             |
| 31                                            | Ingrida Snieskiene     | Lituanie       |        |           | 16        | NC          | NC          |
| 31                                            | Jung Min-ju            | Corée du Sud   |        | 16        |           | NC          | NC          |
| 33                                            | Marion Krijgsman       | Pays-Bas       |        |           | 17        | NC          | NC          |
| 33                                            | Anna Dimova            | Bulgarie       |        | 17        |           | NC          | NC          |
| 33                                            | Klara Bramfeldt        | Suède          |        |           | 17        | NC          | NC          |
| 36                                            | Kaja Hanevold          | Norvège        |        | 18        |           | NC          | NC          |
| 37                                            | Rocio Salas Visuet     | Mexique        |        | 19        |           | NC          | NC          |
| 37                                            | Shirene Human          | Afrique du Sud |        |           | 19        | NC          | NC          |
| 39                                            | Dow-Jane Chi           | Taipei chinois |        |           | 20        | NC          | NC          |
| 39                                            | Anna Chatziathanassiou | Grèce          |        | 20        |           | NC          | NC          |
| 41                                            | Helena Pajović         | RF Yougoslavie |        |           | 21        | NC          | NC          |

### Couples
| Rang                                    | Nom                                       | Nation      | Points | Prog. court | Prog. libre |
| --------------------------------------- | ----------------------------------------- | ----------- | ------ | ----------- | ----------- |
| 1                                       | Elena Berejnaïa / Anton Sikharulidze      | Russie      | 1.5    | 1           | 1           |
| 2                                       | Shen Xue / Zhao Hongbo                    | Chine       | 3.0    | 2           | 2           |
| 3                                       | Dorota Zagórska / Mariusz Siudek          | Pologne     | 4.5    | 3           | 3           |
| 4                                       | Maria Petrova / Aleksey Tikhonov          | Russie      | 6.5    | 5           | 4           |
| 5                                       | Sarah Abitbol / Stéphane Bernadis         | France      | 8.0    | 6           | 5           |
| 6                                       | Kristy Sargeant / Kris Wirtz              | Canada      | 8.0    | 4           | 6           |
| 7                                       | Tatiana Totmianina / Maksim Marinin       | Russie      | 10.5   | 7           | 7           |
| 8                                       | Peggy Schwarz / Mirko Müller              | Allemagne   | 12.5   | 9           | 8           |
| 9                                       | Kyoko Ina / John Zimmerman                | États-Unis  | 13.0   | 8           | 9           |
| 10                                      | Danielle Hartsell / Steve Hartsell        | États-Unis  | 16.5   | 13          | 10          |
| 11                                      | Julia Obertas / Dmitri Palamarchuk        | Ukraine     | 16.5   | 11          | 11          |
| 12                                      | Kateřina Beránková / Otto Dlabola         | Tchéquie    | 18.0   | 12          | 12          |
| 13                                      | Valérie Saurette / Jean-Sébastien Fecteau | Canada      | 18.0   | 10          | 13          |
| 14                                      | Pang Qing / Tong Jian                     | Chine       | 21.5   | 15          | 14          |
| 15                                      | Inga Rodionova / Aleksandr Anichenko      | Azerbaïdjan | 23.0   | 16          | 15          |
| 16                                      | Mariana Kautz / Norman Jeschke            | Allemagne   | 25.5   | 19          | 16          |
| 17                                      | Oľga Beständigová / Jozef Beständig       | Slovaquie   | 26.0   | 18          | 17          |
| 18                                      | Ekaterina Danko / Gennadi Emeljenenko     | Biélorussie | 26.5   | 17          | 18          |
| 19                                      | Maria Krasiltseva / Artem Znachkov        | Arménie     | 29.0   | 20          | 19          |
| Abandon                                 | Laura Handy / Paul Binnebose              | États-Unis  |        | 14          |             |
| Couple éliminé après le programme court |                                           |             |        |             |             |
| 21                                      | Natalia Ponomareva / Evgeni Sviridov      | Ouzbékistan |        | 21          | NC          |

### Danse sur glace
| Rang                                               | Nom                                      | Nation       | Points | Danse imposée 1 | Danse imposée 2 | Danse originale | Danse libre |
| -------------------------------------------------- | ---------------------------------------- | ------------ | ------ | --------------- | --------------- | --------------- | ----------- |
| 1                                                  | Anzhelika Krylova / Oleg Ovsiannikov     | Russie       | 2.6    | 1               | 1               | 2               | 1           |
| 2                                                  | Marina Anissina / Gwendal Peizerat       | France       | 3.6    | 3               | 2               | 1               | 2           |
| 3                                                  | Shae-Lynn Bourne / Victor Kraatz         | Canada       | 5.8    | 2               | 3               | 3               | 3           |
| 4                                                  | Irina Lobatcheva / Ilia Averboukh        | Russie       | 8.0    | 4               | 4               | 4               | 4           |
| 5                                                  | Barbara Fusar-Poli / Maurizio Margaglio  | Italie       | 10.2   | 6               | 5               | 5               | 5           |
| 6                                                  | Margarita Drobiazko / Povilas Vanagas    | Lituanie     | 11.8   | 5               | 6               | 6               | 6           |
| 7                                                  | Kati Winkler / René Lohse                | Allemagne    | 14.0   | 7               | 7               | 7               | 7           |
| 8                                                  | Olena Hrushyna / Ruslan Honcharov        | Ukraine      | 16.0   | 8               | 8               | 8               | 8           |
| 9                                                  | Sylwia Nowak / Sebastian Kolasiński      | Pologne      | 18.0   | 9               | 9               | 9               | 9           |
| 10                                                 | Naomi Lang / Peter Tchernyshev           | États-Unis   | 20.0   | 10              | 10              | 10              | 10          |
| 11                                                 | Albena Denkova / Maxim Staviski          | Bulgarie     | 22.0   | 11              | 11              | 11              | 11          |
| 12                                                 | Tatiana Navka / Roman Kostomarov         | Russie       | 24.0   | 12              | 12              | 12              | 12          |
| 13                                                 | Galit Chait / Sergei Sakhnovski          | Israël       | 26.0   | 13              | 13              | 13              | 13          |
| 14                                                 | Isabelle Delobel / Olivier Schoenfelder  | France       | 28.6   | 14              | 14              | 15              | 14          |
| 15                                                 | Chantal Lefebvre / Michel Brunet         | Canada       | 29.4   | 15              | 15              | 14              | 15          |
| 16                                                 | Charlotte Clements / Gary Shortland      | Royaume-Uni  | 32.4   | 16              | 18              | 16              | 16          |
| 17                                                 | Eve Chalom / Mathew Gates                | États-Unis   | 33.8   | 17              | 16              | 17              | 17          |
| 18                                                 | Eliane Hugentobler / Daniel Hugentobler  | Suisse       | 35.8   | 18              | 17              | 18              | 18          |
| 19                                                 | Stephanie Rauer / Thomas Rauer           | Allemagne    | 38.4   | 21              | 19              | 19              | 19          |
| 20                                                 | Nakako Tsuzuki / Rinat Farkhoutdinov     | Japon        | 40.6   | 22              | 21              | 20              | 20          |
| 21                                                 | Francesca Fermi / Diego Rinaldi          | Italie       | 42.0   | 19              | 20              | 22              | 21          |
| 22                                                 | Zhang Weina / Cao Xianming               | Chine        | 43.4   | 20              | 24              | 21              | 22          |
| 23                                                 | Gabriela Hrázská / Jiří Procházka        | Tchéquie     | 46.2   | 25              | 22              | 23              | 23          |
| 24                                                 | Angelika Führing / Bruno Ellinger        | Autriche     | 47.8   | 24              | 23              | 24              | 24          |
| 25                                                 | Pia-Maria Gustafsson / Antti Grönlund    | Finlande     | 56.0   | 31              | 31              | 31              | 25          |
| Couples de danse éliminés après la danse originale |                                          |              |        |                 |                 |                 |             |
| 26                                                 | Tetyana Kurkudym / Yuriy Kocherzhenko    | Ukraine      |        | 26              | 25              | 25              | NC          |
| 27                                                 | Elizaveta Stekolnikova / Mark Fitzgerald | Kazakhstan   |        | 23              | 27              | 26              | NC          |
| 28                                                 | Kornélia Bárány / András Rosnik          | Hongrie      |        | 28              | 26              | 28              | NC          |
| 29                                                 | Kristina Kalesnik / Aleksander Terentjev | Estonie      |        | 29              | 29              | 27              | NC          |
| 30                                                 | Jenny Dahlen / Igor Lukanin              | Azerbaïdjan  |        | 27              | 28              | 29              | NC          |
| 31                                                 | Yang Tae-hwa / Lee Chuen-gun             | Corée du Sud |        | 30              | 30              | 30              | NC          |
| Couple de danse éliminé après les danses imposées  |                                          |              |        |                 |                 |                 |             |
| 32                                                 | Danielle Rigg-Smith / Trent Nelson-Bond  | Australie    |        | 32              | 32              | NC              | NC          |